# Polycentropsis abbreviata
Polycentropsis abbreviata és una espècie de peix pertanyent a la família Nandidae i l'única del gènere Polycentropsis
present a Àfrica: Nigèria, el Camerun, el Gabon i el riu Ouémé (Benín).
És un peix d'aigua dolça, bentopelàgic i de clima tropical (26 °C-30 °C), el qual viu a les selves pluvials.
És inofensiu per als humans.
Pot arribar a fer 8 cm de llargària màxima. Té una boca molt grossa i un òrgan de respiració accessori per poder tolerar nivells baixos d'oxigen.
En captivitat, la femella pon i enganxa entre 100 i 200 ous (1,3-1,4 mm de diàmetre) a la part inferior de fulles flotants i el mascle basteix un niu d'escuma a sota de les fulles que cobreixen els ous. Els ous són oxigenats mitjançant la succió d'aire per la boca i alliberat en forma de bombolles a través de les brànquies en direcció als ous. Els ous desclouen després de 120 hores (a una temperatura de 27 °C) i les larves s'adhereixen al niu amb un òrgan de fixació que tenen a la part superior de llurs caps. Són protegides pel mascle fins que abandonen el niu al voltant de 24 hores després de la desclosa i comencen a nedar lliurement en el segon dia moments després que el sac vitel·lí hagi estat reabsorbit.
Les seues principals amenaces són l'extracció de petroli, la degradació del sòl a causa de la desforestació i el desenvolupament urbà i agrícola, i la sobrepesca amb destinació al comerç de peixos d'aquari.